# Senegalia
A Senegalia a hüvelyesek (Fabales) rendjébe, ezen belül a pillangósvirágúak (Fabaceae) családjába tartozó nemzetség.

## Tudnivalók
Egészen 2005-ig a Senegalia-fajok az akácia (Acacia) növénynemzetségbe tartoztak. Azonban ez az új nemzetség még mindig polifiletikus csoportnak számít - azaz a nemzetség fajai több, különböző őstől származnak, és a köztük való hasonlóság a párhuzamos evolúció vagy a konvergens evolúció eredménye. Emiatt a jövőben ebből a nemzetségből is ki fognak szedni egyes fajokat.
A most idesorolt fajok az Amerikáktól kezdve Afrikán és Ázsia déli részén keresztül egészen Pápua Új-Guineáig és az ausztráliai Queenslandig fordulnak elő.

## Rendszerezés
A nemzetségbe az alábbi 208 faj és 3 hibrid tartozik:
- Senegalia adenocalyx (Brenan & Exell) Kyal. & Boatwr.
- Senegalia albizioides (Pedley) Pedley
- Senegalia alemquerensis (Huber) Seigler & Ebinger
- Senegalia alexae Seigler & Ebinger
- Senegalia altiscandens (Ducke) Seigler & Ebinger
- Senegalia amazonica (Benth.) Seigler & Ebinger
- Senegalia andamanica (I.C.Nielsen) Maslin, Seigler & Ebinger
- Senegalia angustifolia (Lam.) Britton & Rose
- Senegalia anisophylla (S.Watson) Britton & Rose
- Senegalia ankokib (Chiov.) Kyal. & Boatwr.
- Senegalia aristeguietana (L.Cárdenas) Seigler & Ebinger
- Senegalia asak (Forssk.) Kyal. & Boatwr.
- Senegalia ataxacantha (DC.) Kyal. & Boatwr.
- Senegalia bahiensis (Benth.) Bocage & L.P.Queiroz
- Senegalia baronii (Villiers & Du Puy) Boatwr.
- Senegalia berlandieri (Benth.) Britton & Rose
- Senegalia bonariensis (Gillies ex Hook. & Arn.) Seigler & Ebinger
- Senegalia borneensis (I.C.Nielsen) Maslin, Seigler & Ebinger
- Senegalia brevispica (Harms) Seigler & Ebinger
- Senegalia burkei (Benth.) Kyal. & Boatwr.
- Senegalia caesia (L.) Maslin, Seigler & Ebinger
- Senegalia caffra (Thunb.) P.J.H.Hurter & Mabb.
- Senegalia caraniana (Chiov.) Kyal. & Boatwr.
- Senegalia catechu (L.f.) P.J.H.Hurter & Mabb.
- Senegalia catharinensis (Burkart) Seigler & Ebinger
- Senegalia cearensis V.Terra & F.C.P.Garcia
- Senegalia chariessa (Milne-Redh.) Kyal. & Boatwr.
- Senegalia cheilanthifolia (Chiov.) Kyal. & Boatwr.
- Senegalia chundra (Roxb. ex Rottler) Maslin
- Senegalia circummarginata (Chiov.) Kyal. & Boatwr.
- Senegalia comosa (Gagnep.) Maslin, Seigler & Ebinger
- Senegalia condyloclada (Chiov.) Kyal. & Boatwr.
- Senegalia crassifolia (A.Gray) Britton & Rose
- Senegalia croatii Seigler & Ebinger
- Senegalia delavayi (Franch.) Maslin, Seigler & Ebinger
- Senegalia densispina (Thulin) Kyal. & Boatwr.
- Senegalia diadenia (R.Parker) Ragup., Seigler, Ebinger & Maslin
- Senegalia donaldi (Haines) Ragup., Seigler, Ebinger & Maslin
- Senegalia donnaiensis (Gagnep.) Maslin, Seigler & Ebinger
- Senegalia duartei Seigler & Ebinger
- Senegalia dudgeonii (Craib) Kyal. & Boatwr.
- Senegalia ebingeri Seigler
- Senegalia emilioana (Fortunato & Ciald.) Seigler & Ebinger
- Senegalia × emoryana (Benth.) Britton & Rose
- Senegalia eriocarpa (Brenan) Kyal. & Boatwr.
- Senegalia erubescens (Welw. ex Oliv.) Kyal. & Boatwr.
- Senegalia erythrocalyx (Brenan) Kyal. & Boatwr.
- Senegalia etilis (Speg.) Seigler & Ebinger
- Senegalia ferruginea (DC.) Pedley
- Senegalia fiebrigii (Hassl.) Seigler & Ebinger
- Senegalia flagellaris (Thulin) Kyal. & Boatwr.
- Senegalia fleckii (Schinz) Boatwr.
- Senegalia fumosa (Thulin) Kyal. & Boatwr.
- Senegalia gageana (Craib) Maslin, Seigler & Ebinger
- Senegalia galpinii (Burtt Davy) Seigler & Ebinger
- Senegalia gaumeri (S.F.Blake) Britton & Rose
- Senegalia giganticarpa (G.P.Lewis) Seigler & Ebinger
- Senegalia gilliesii (Steud.) Seigler & Ebinger
- Senegalia globosa (Bocage & Miotto) L.P.Queiroz
- Senegalia goetzei (Harms) Kyal. & Boatwr.
- Senegalia gourmaensis (A.Chev.) Kyal. & Boatwr.
- Senegalia grandistipula (Benth.) Seigler & Ebinger
- Senegalia greggii (A.Gray) Britton & Rose
- Senegalia guarensis (L.Cárdenas & F.García) Seigler & Ebinger
- Senegalia hainanensis (Hayata) H.Sun
- Senegalia hamulosa (Benth.) Boatwr.
- Senegalia harleyi Seigler, Ebinger & P.G.Ribeiro
- Senegalia hatschbachii Seigler, Ebinger & P.G.Ribeiro
- Senegalia hayesii (Benth.) Britton & Rose
- Senegalia hecatophylla (Steud. ex A.Rich.) Kyal. & Boatwr.
- Senegalia hereroensis (Engl.) Kyal. & Boatwr.
- Senegalia hildebrandtii (Vatke) Boatwr.
- Senegalia hoehnei Seigler, M.P.Lima, M.J.F.Barros & Ebinger
- Senegalia hohenackeri (Craib) Ragup., Seigler, Ebinger & Maslin
- Senegalia huberi (Ducke) Seigler & Ebinger
- Senegalia insuavis (Lace) Pedley
- Senegalia interior Britton & Rose
- Senegalia intsia (L.) Maslin, Seigler & Ebinger
- Senegalia irwinii Seigler, Ebinger & P.G.Ribeiro
- Senegalia kallunkiae (J.W.Grimes & Barneby) Bocage & L.P.Queiroz
- Senegalia kamerunensis (Gand.) Kyal. & Boatwr.
- Senegalia kekapur (I.C.Nielsen) Maslin, Seigler & Ebinger
- Senegalia kelloggiana (A.M.Carter & Rudd) C.E.Glass & Seigler
- Senegalia klugii (Standl. ex J.F.Macbr.) Seigler & Ebinger
- Senegalia kostermansii (I.C.Nielsen) Maslin, Seigler & Ebinger
- Senegalia kraussiana (Meisn. ex Benth.) Kyal. & Boatwr.
- Senegalia kuhlmannii (Ducke) Seigler & Ebinger
- Senegalia lacerans (Benth.) Seigler & Ebinger
- Senegalia laeta (R.Br. ex Benth.) Seigler & Ebinger
- Senegalia langsdorffii (Benth.) Bocage & L.P.Queiroz
- Senegalia lankaensis (Kosterm.) Ragup., Seigler, Ebinger & Maslin
- Senegalia lasiophylla (Benth.) Seigler & Ebinger
- Senegalia latifoliola (Kuntze) Seigler & Ebinger
- Senegalia latistipulata (Harms) Kyal. & Boatwr.
- Senegalia lenticularis (Buch.-Ham. ex Benth.) Ragup., Seigler, Ebinger & Maslin
- Senegalia lewisii (Bocage & Miotto) L.P.Queiroz
- Senegalia limae (Bocage & Miotto) L.P.Queiroz
- Senegalia loetteri N.Hahn
- Senegalia loretensis (J.F.Macbr.) Seigler & Ebinger
- Senegalia lowei (L.Rico) Seigler & Ebinger
- Senegalia lozanoi Britton & Rose
- Senegalia lujae (De Wild. & T.Durand) Kyal. & Boatwr.
- Senegalia macbridei (Britton & Rose ex J.F.Macbr.) Seigler & Ebinger
- Senegalia macilenta (Rose) Britton & Rose
- Senegalia macrostachya (Rchb. ex DC.) Kyal. & Boatwr.
- Senegalia magnibracteosa (Burkart) Seigler & Ebinger
- Senegalia mahrana (Thulin & Al-Gifri) Ragup., Seigler, Ebinger & Maslin
- Senegalia manubensis (J.H.Ross) Kyal. & Boatwr.
- Senegalia martii (Benth.) Seigler & Ebinger
- Senegalia martiusiana (Steud.) Bocage & L.P.Queiroz
- Senegalia maschalocephala (Griseb.) Britton & Rose
- Senegalia mattogrossensis (Malme) Seigler & Ebinger
- Senegalia meeboldii (Craib) Maslin, Seigler & Ebinger
- Senegalia megaladena (Desv.) Maslin, Seigler & Ebinger
- Senegalia mellifera (Benth.) Seigler & Ebinger
- Senegalia menabeensis (Villiers & Du Puy) Boatwr.
- Senegalia meridionalis (Villiers & Du Puy) Boatwr.
- Senegalia merrillii (I.C.Nielsen) Maslin, Seigler & Ebinger
- Senegalia micrantha Britton & Rose
- Senegalia mikanii (Benth.) Seigler & Ebinger
- Senegalia mirandae (L.Rico) Seigler & Ebinger
- Senegalia modesta (Wall.) P.J.H.Hurter
- Senegalia moggii (Thulin & Tardelli) Kyal. & Boatwr.
- Senegalia monacantha (Willd.) Bocage & L.P.Queiroz
- Senegalia montigena (Brenan & Exell) Kyal. & Boatwr.
- Senegalia montis-salinarum N.Hahn
- Senegalia montis-usti (Merxm. & A.Schreib.) Kyal. & Boatwr.
- Senegalia nigrescens (Oliv.) P.J.H.Hurter
- Senegalia nitidifolia (Speg.) Seigler & Ebinger
- Senegalia noblickii Seigler & Ebinger
- Senegalia occidentalis (Rose) Britton & Rose
- Senegalia ochracea (Thulin & A.S.Hassan) Kyal. & Boatwr.
- Senegalia ogadensis (Chiov.) Kyal. & Boatwr.
- Senegalia olivensana (G.P.Lewis) Seigler & Ebinger
- Senegalia paganuccii Seigler, Ebinger & P.G.Ribeiro
- Senegalia painteri Britton & Rose
- Senegalia palawanensis (I.C.Nielsen) Maslin, Seigler & Ebinger
- Senegalia paniculata (Willd.) Killip
- Senegalia paraensis (Ducke) Seigler & Ebinger
- Senegalia parviceps (Speg.) Seigler & Ebinger
- Senegalia pedicellata (Benth.) Seigler & Ebinger
- Senegalia peninsularis Britton & Rose
- Senegalia pennata (L.) Maslin
- Senegalia pentagona (Schumach.) Kyal. & Boatwr.
- Senegalia persiciflora (Pax) Kyal. & Boatwr.
- Senegalia pervillei (Benth.) Boatwr.
- Senegalia petrensis (Thulin) Kyal. & Boatwr.
- Senegalia phillippei Seigler & Ebinger
- Senegalia piauhiensis (Benth.) Bocage & L.P.Queiroz
- Senegalia picachensis (Brandegee) Britton & Rose
- Senegalia piptadenioides (G.P.Lewis) Seigler & Ebinger
- Senegalia pluricapitata (Steud.) Maslin, Seigler & Ebinger
- Senegalia pluriglandulosa (Verdc.) Maslin, Seigler & Ebinger
- Senegalia polhillii (Villiers & Du Puy) Boatwr.
- Senegalia polyacantha (Willd.) Seigler & Ebinger
- Senegalia polyphylla (DC.) Britton & Rose
- Senegalia praecox (Griseb.) Seigler & Ebinger
- Senegalia pruinescens (Kurz) Maslin, Seigler & Ebinger
- Senegalia pseudointsia (Miq.) Maslin, Seigler & Ebinger
- Senegalia pseudonigrescens (Brenan & J.H.Ross) Kyal. & Boatwr.
- Senegalia pteridifolia (Benth.) Seigler & Ebinger
- Senegalia purpusii (Brandegee) Britton & Rose
- Senegalia quadriglandulosa (Mart.) Seigler & Ebinger
- Senegalia recurva (Benth.) Seigler & Ebinger
- Senegalia reniformis (Benth.) Britton & Rose
- Senegalia rhytidocarpa (L.Rico) Seigler & Ebinger
- Senegalia ricoae (Bocage & Miotto) L.P.Queiroz
- Senegalia riparia (Kunth) Britton & Rose
- Senegalia robynsiana (Merxm. & A.Schreib.) Kyal. & Boatwr.
- Senegalia roemeriana (Scheele) Britton & Rose
- Senegalia rostrata (Humb. & Bonpl. ex Willd.) Seigler & Ebinger
- Senegalia rovumae (Oliv.) Kyal. & Boatwr.
- Senegalia rugata (Lam.) Britton & Rose
- Senegalia sakalava (Drake) Boatwr.
- Senegalia saltilloensis Britton & Rose
- Senegalia schlechteri (Harms) Kyal. & Boatwr.
- Senegalia schweinfurthii (Brenan & Exell) Seigler & Ebinger
- Senegalia seigleri Ebinger
- arabmézgafa (Senegalia senegal) (L.) Britton - típusfaj[9]
- Senegalia serra (Benth.) Seigler & Ebinger
- Senegalia somalensis (Vatke) Kyal. & Boatwr.
- Senegalia sororia (Standl.) Britton & Rose
- Senegalia stenocarpa Seigler & Ebinger
- Senegalia subangulata (Rose) Britton & Rose
- Senegalia subsessilis Britton & Rose
- Senegalia sulitii (I.C.Nielsen) Maslin, Seigler & Ebinger
- Senegalia tamarindifolia (L.) Britton & Rose
- Senegalia tanganyikensis (Brenan) Kyal. & Boatwr.
- Senegalia tawitawiensis (I.C.Nielsen) Maslin, Seigler & Ebinger
- Senegalia taylorii (Brenan & Exell) Kyal. & Boatwr.
- Senegalia teniana (Harms) Maslin, Seigler & Ebinger
- Senegalia tenuifolia (L.) Britton & Rose
- Senegalia tephrodermis (Brenan) Kyal. & Boatwr.
- Senegalia thailandica (I.C.Nielsen) Maslin, Seigler & Ebinger
- Senegalia thomasii (Harms) Kyal. & Boatwr.
- Senegalia tonkinensis (I.C.Nielsen) Maslin, Seigler & Ebinger
- Senegalia torta (Roxb.) Maslin, Seigler & Ebinger
- Senegalia trijuga (Rizzini) Seigler & Ebinger
- Senegalia tucumanensis (Griseb.) Seigler & Ebinger
- Senegalia × turneri Seigler, Ebinger & C.E.Glass
- Senegalia velutina (DC.) Bocage & L.P.Queiroz
- Senegalia venosa (Hochst. ex Benth.) Kyal. & Boatwr.
- Senegalia verheijenii (I.C.Nielsen) Maslin, Seigler & Ebinger
- Senegalia vietnamensis (I.C.Nielsen) Maslin, Seigler & Ebinger
- Senegalia weberbaueri (Harms) Seigler & Ebinger
- Senegalia welwitschii (Oliv.) Kyal. & Boatwr.
- Senegalia westiana (DC.) Britton & Rose
- Senegalia wrightii (Benth.) Britton & Rose
- Senegalia yunnanensis (Franch.) Maslin, Seigler & Ebinger
- Senegalia × zamudioi Seigler, Ebinger & C.E.Glass
- Senegalia zizyphispina (Chiov.) Kyal. & Boatwr.

### Fordítás
- Ez a szócikk részben vagy egészben  a   Senegalia című angol Wikipédia-szócikk ezen változatának fordításán alapul.  Az eredeti cikk szerkesztőit annak laptörténete sorolja fel. Ez a jelzés csupán a megfogalmazás eredetét és a szerzői jogokat jelzi, nem szolgál a cikkben szereplő információk forrásmegjelöléseként.